# Oniscus ancarensis
Oniscus ancarensis är en kräftdjursart som beskrevs av Bilton 1992. Oniscus ancarensis ingår i släktet Oniscus och familjen Oniscidae. Inga underarter finns listade i Catalogue of Life.